# Rats-Apotheke (Braunschweig)
Die Rats-Apotheke, auch Ratsapotheke, in Braunschweig war die älteste offizielle Apotheke der Stadt. Sie wurde 1479 auf einem 1476 vom Rat der Stadt erworbenen Grundstück (Assekuranznummer 446) am Eiermarkt, Ecke Garküche im historischen Weichbild Altstadt eingerichtet. Sie war Eigentum des Rates und wurde in alten Urkunden auch seit 1476 als „des rades apoteke“ bezeichnet. 1677 folgte die Einrichtung der Apotheke am Hagenmarkt im Weichbild Hagen, 1720 die Hof-Apotheke in der Schuhstraße im Weichbild Sack und 1752 die Aegidien-Apotheke am Ägidienmarkt, später Stobenstraße 12. Diese vier blieben für lange Zeit die einzigen Apotheken in der Stadt.

## Geschichte
Apotheken sind in Braunschweig schon um 1330 nachweisbar. Mit der Einrichtung der Rats-Apotheke wurden alle bisherigen privaten Einrichtungen abgeschafft, wobei einige später heimlich und illegal als sogenannte „Winkelapotheken“ betrieben wurden. Die Oberaufsicht und Leitung oblag zwei oder drei Apothekenherren, die aus dem engen Umfeld der Ratsherren (möglich waren auch nahe Verwandte) stammten. Ihre Aufgabe bestand darin, dafür zu sorgen, dass die Apotheke Überschüsse erwirtschaftete. In den Geschäftsräumen wurde eine Kiste aufgestellt, in der alle Einnahmen gesammelt wurden und die ausschließlich von diesen Herren geöffnet werden durfte. Die Gelder wurden zum einen für die Gehälter des Stadtphysicus, des Apothekers und von dessen Angestellten, zum anderen für den Erwerb der notwendigen Zutaten für die herzustellenden Medikamente verwendet. Die Einkäufe tätigten meist die Apothekenherren, wobei sie dafür die Messen in Frankfurt am Main und in Leipzig nutzten. Zu den Pflichten des Apothekers gehörte der regelmäßige Bestandsbericht über die vorhandenen Waren an die Herren.

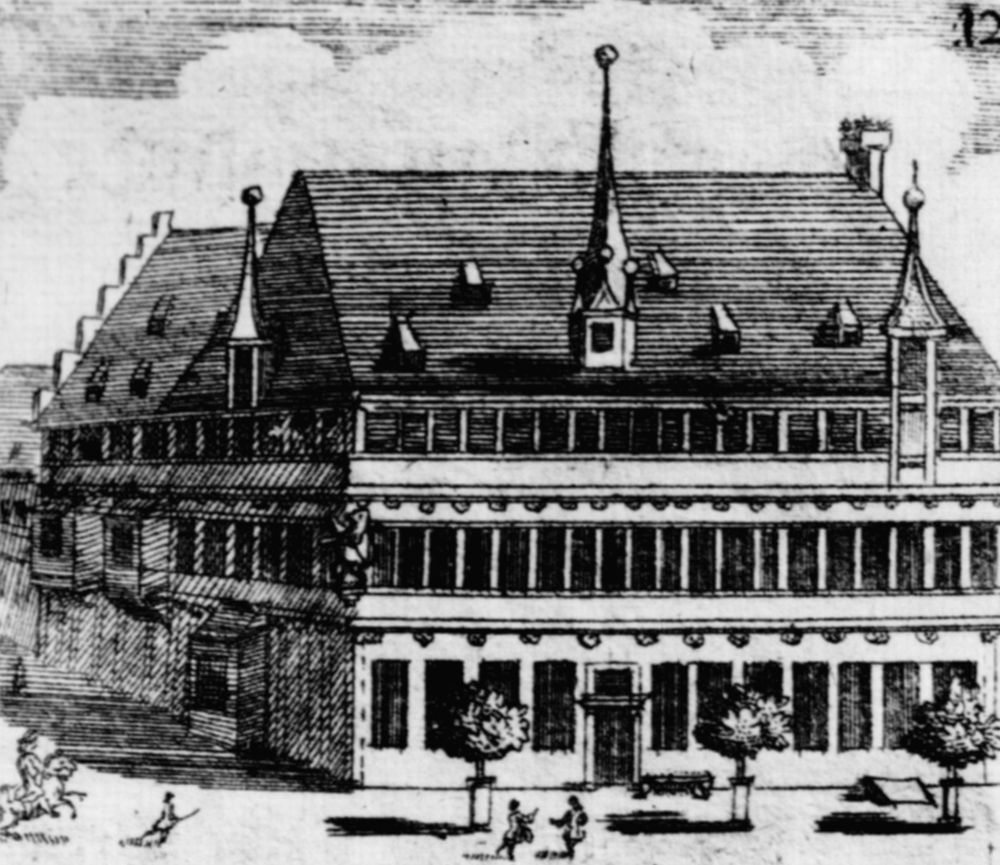
Rats-Apotheke am Eiermarkt (Johann Georg Beck, um 1717)

## Apothekenhandel
Zu den Gütern, die in der Apotheke verkauft wurden, zählten neben den eigentlichen pharmazeutischen Waren vor allem Gewürze, Zucker, Honig, Südfrüchte, Weinerzeugnisse und Branntwein. Dazu kam noch der Handel mit Papier, Tinte und Bindfäden, was insbesondere für die Schreibstuben des Rates benötigt wurde. Die Arzneimittelherstellung wurde streng durch den Stadtphysikus überwacht, der dem Rat auch beratend zur Seite stand.
Des Weiteren war der Apotheker verpflichtet einen Eid zu schwören, die Apotheke stets so zu verwalten, als wäre sie seine eigene. Es war ihm erlaubt, im Krankheitsfall innerhalb seiner Familie Medizin aus dem Vorrat zu entnehmen. Verboten war es ihm jedoch, eigene Arzneien herzustellen und sie auf eigene Rechnung zu verkaufen. Er durfte die Medizin nur nach den genauen Vorgaben der Ärzte herstellen. Gift und Abtreibungsmittel musste er sicher verwahren und durfte sie nur nach Rücksprache und Genehmigung mit dem Arzt herausgeben. Die Preise für die Waren wurden vom Rat bestimmt und es mussten alle Kunden den gleichen Preis zahlen, egal ob arm oder vermögend. Ausgenommen waren die Hospitäler und Beginenhäuser der Stadt, ihnen wurden die Medikamente mit Genehmigung der Apothekenherren kostenlos überlassen. Schwer zu kontrollieren war der Verkauf der nicht pharmazeutischen Güter, wie Weine, Klaret oder Krudere (Gewürze, Zucker, Früchte).
Verboten war es dem Apotheker auch, selbst Patienten zu kurieren oder eine Harnschau vorzunehmen, und er musste über alle Ausgaben und Einnahmen genaustens Rechnung ablegen. Die Ehefrau des Apothekers durfte beim Verkauf mitwirken, wobei sie wie alle anderen Bediensteten die Einnahmen in die Geldkiste legen musste.
Zu den Angestellten der Apotheke gehörten zum einen die Destilliere, ausgebildete Apotheker, die im Laboratorium mit der Herstellung der Arzneien beschäftigt waren. Auch sie mussten einen für ihre Tätigkeit vorgesehenen Eid leisten und es war ihnen strengstens verboten, eigene Präparate zu extrahieren und den Physiki Konkurrenz, etwa bei den Vorgaben für die Einnahme, zu machen. Über die Entnahme aus dem Apothekenbestand musste Buch geführt werden. Die zweite Gruppe der Bediensteten waren die Apothekerknechte oder Gehilfen, Lehrjungen und Gesellen, aber teilweise auch Ungelernte für einfache Arbeiten.

## Ratsgelage, Krieg und Konkurrenz

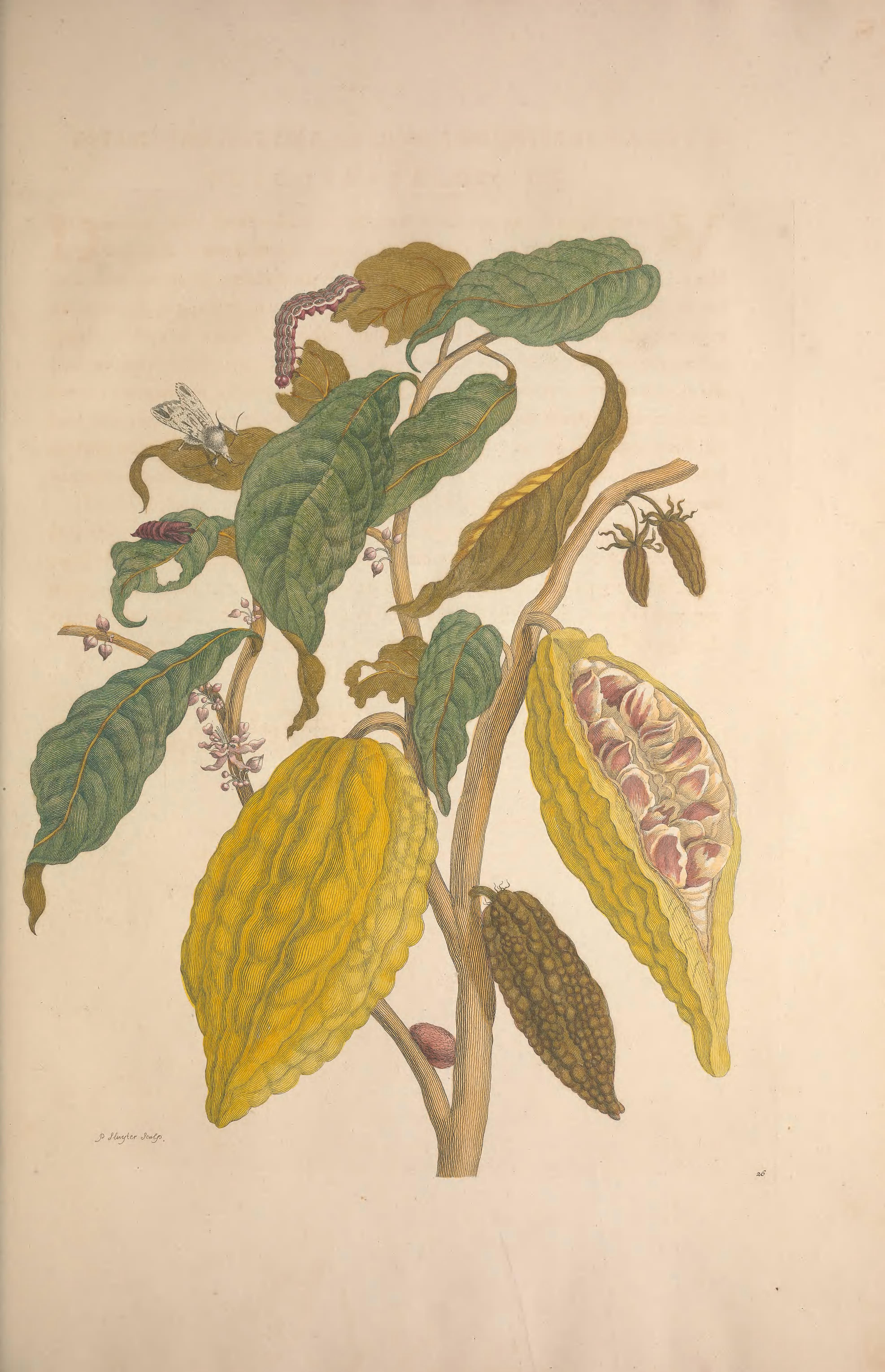
Kakaopflanze (Maria Sibylla Merian, um 1705)

Da die Rats-Apotheke verpflichtet war, kostenlos Gewürze, Südfrüchte, Zuckerwaren und Weine aller Art zu den regelmäßig stattfindenden, oft üppigen Gelagen des Rates zu liefern, war ihr Betrieb nicht sehr rentabel. Das Verbot des Weinhandels für die Apotheke im Jahr 1609, das den Verkauf nur noch den städtischen Weinkellern erlaubte, verbesserte die Lage nicht wesentlich. Doch scheint der Betrieb bis ins 17. Jahrhundert hinein dem Rat rentabel genug gewesen zu sein. Mit dem Einsetzen des Dreißigjährigen Kriegs verschlechterte sich die Wirtschaftslage zusehends. Die Apotheke verschuldete sich und bot inzwischen ein weitaus größeres Angebot an Waren. Während sie 1508 rund 438 Sorten angeboten hatte, waren es 3121 im Jahr 1671.
Im Jahr 1640 wurde in dieser Apotheke erstmals in Deutschland Kakao als Scocculata Indica für 4 Gulden das Pfund angeboten. Im Jahr 1657 wurde die Rats-Apotheke wegen der Verseuchung durch die Pest für ein Jahr geschlossen.
Im Jahr 1746 gab es neben den drei offiziellen Apotheken (damals die Rats-Apotheke, die Remmingersche [oder Rennigersche] Apotheke und die Hinnübersche Apotheke) eine Reihe von sogenannten Gewürzkrämern. Diese waren ausgebildete Apotheker, die sich ohne Examen und herzogliches Privilegium, jedoch mit der Genehmigung des Magistrats in der Stadt niedergelassen hatten. Daher führten die drei Apotheken einen Kampf ums Dasein. Die in Konkurs gegangene Hinnübersche Apotheke erwarb Herzog Karl I. 1746, wobei er den bisherigen Verwalter Sander als Fürstlichen Apotheker einsetzte. Er drängte bereits seit 1733 den Bürgermeister, jedem der kleinen Apotheker 10 Taler Strafe aufzuerlegen und sie zudem schließen zu lassen. 1747 waren noch 8 von ihnen tätig. Der Herzog beschloss, alle Apotheker durch den Dekan und Vorsitzenden des am 4. Januar 1747 errichteten herzoglichen „Collegium Medicum“ (das spätere Obersanitäts-Kollegium), Hofrat Maibom, einem Examen zu unterwerfen, nach dessen Bestehen sie noch 3 Jahre im Besitz ihrer Apotheke privilegiert werden sollten, danach mussten sie die Stadt verlassen und sich Orten zuwenden, wo es bisher keine Apotheke gab. Das „Collegium Medicum“ wurde bereits ab 1745 in der sogenannten „Herrenstube“ der Ratsapotheke eingerichtet. Geleitet wurde es ab 1749 von dem Dekan Maibom aus Hannover, der zugleich zum Leibmedikus des Herzogs ernannt wurde.

## Die Verstaatlichung der Apotheken
Der Pachtvertrag für die Rats-Apotheke mit dem Pächter Koch war 1748 ausgelaufen und wurde auf Geheiß des Herzogs nicht verlängert. Er durfte sie noch bis zur Übernahme durch den Herzog am 12. Januar 1750 führen. Fortan zahlte der Herzog für die Nutzung des Gebäudes und des Inventars 500 Taler an den Rat. Zugleich wurde die Einrichtung eines zentralen Laboratoriums und einer großen Materialhandlung in den Räumen der Rats-Apotheke und im Nebenhaus beschlossen. Aus Platzmangel wurde das „Collegium Medicum“ in die Hof-Apotheke in die Schuhstraße verlegt. Auch das Privilegium der Apotheke am Hagenmarkt war durch den Tod des Apothekers Remminger [Renniger] ausgelaufen. Aufgrund der Pläne zur Verstaatlichung wurde seinem Schwiegersohn Reichmann trotz seines Ersuchens vom 11. Dezember 1745 kein Privilegium erteilt.
Von 1750 bis 1771 gab es nur noch vier offizielle fürstliche Staatsapotheken in der Stadt und insgesamt 11 im Herzogtum. Doch kam es bald zu vermehrten Klagen über zu hohe Preise und schlechte Qualität der Medikamente. So wurden ab 1771 schließlich alle Apotheken wieder privatisiert und die Apotheker mit Privilegien versehen, die in der Stadt erst in den 1890er Jahren abgelöst wurden.
Nach der Verstaatlichung wurde der Garten der Rats-Apotheke in einen medizinischen Kräutergarten umgewandelt. Johann Friedrich Reichmann, der vormalige Besitzer der Apotheke am Hagenmarkt, wurde 1752 dort entlassen und trotz seiner Kenntnisse nicht als Fürstlicher Apotheker angestellt. Er wurde zunächst Leiter des Laboratoriums und der Materialhandlung. Im Herbst 1759 wurde er als Oberapotheker und Leiter des Apothekenwesens vereidigt und kurz darauf auch Administrator der fürstlichen Apotheke am Eiermarkt. Er bezog außerdem die dortige Wohnung, die der Dekan Maibom ihm überlassen musste. Als die Apotheken ab 1771 wieder privatisiert wurden, erwarb Reichmann die ehemalige Rats-Apotheke am Eiermarkt für 10 000 Taler.

## St.-Martini-Apotheke
Seit der Übernahme der Apotheke und der Materialhandlung durch Reichmann wurde die Apotheke später wegen ihrer Nähe zur Kirche St. Martini auch „St.-Martini-Apotheke“ genannt. Die Gebäude umfassten die Grundstücke Ass. Nr. 445 (Garküche), 446 (Eiermarkt) bis Nr. 447 (Jacobstraße).
Dort befanden sich vorher zwei Bürgerhäuser. Das eine, das an der Ecke zur Garküche stand, stammte aus dem Jahr 1386 und gehörte seit 1458 Hennig Vischer. Er verkaufte es 1476 an den Rat. Im Jahr 1552 wurde es ersetzt und die Apotheke durch den Rat neu aufgebaut. Das Eckhaus zur Jacobstraße gehörte vermutlich anfangs einer Familie Kerkhof. 1753 wurde es mit der Fürstlichen Apotheke vereinigt. Diese Häuser erwarb 1777 der Apotheker Reichmann und ließ sie umbauen.
Andreas Wilhelm Kahlert wurde hier von dem Apotheker August Christian Graberg ausgebildet. Er übernahm am 1. April 1818 die Apotheke von Graberg und verkaufte sie 1836 wieder. Er hatte zugleich aus deren Bestand 1818 die „Fabrik chemisch-pharmazeutischer Präparate und Großdrogenhandlung Wilh. Kahlert“ gegründet, starb jedoch 1838 kurz nach dem Verkauf der Apotheke.
Danach übernahm ein Herr Völker die Apotheke, bei dem wiederum Carl Tiemann (1818–1885) ab 1843 tätig war, der ab 1. April 1850 die Apotheke selbst pachtete und sie schließlich im Jahr 1865 erwarb und 1882 wieder verkaufte. Neue Eigentümer wurden Emil Beese (1846–1884) und Herrmann Baesecke, die gemeinsam die Apotheke weiterführten. Nach Beeses Tod 1884 führte Baesecke die Apotheke allein weiter, bis er selbst 1925 starb.
Am 16. Januar 1959 zog die St.-Martini-Apotheke vom Eiermarkt in den Neubau am Altstadtmarkt um. Unter diesem Namen war sie von 1952 bis 1995 als Besitz von Kurt Fracke im Handelsregister verzeichnet.

## Gebäude von 1777

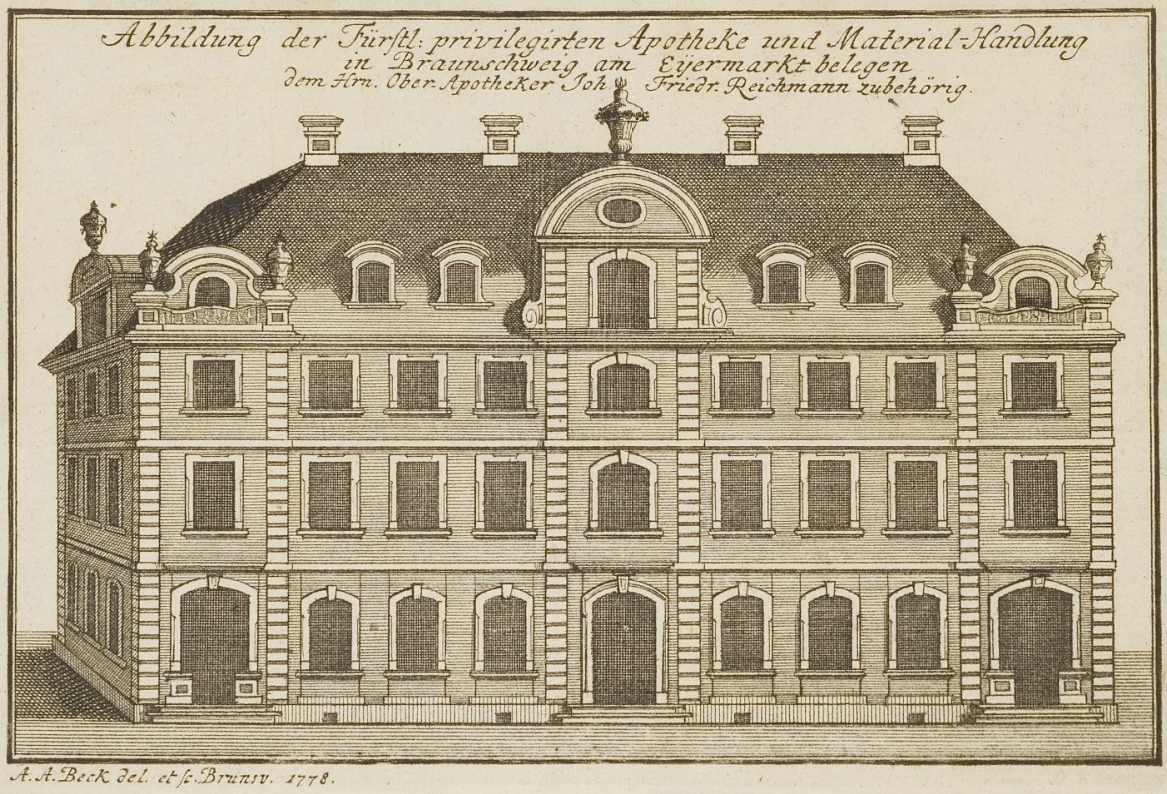
Fürstlich previligierte Apotheke und Materielhandlung Joh. Friedrich Reichmann (Anton August Beck, um 1778)

Das Gebäude der ehemaligen Rats-Apotheke ließ Johann Friedrich Reichmann im Jahr 1777 durch einen Neubau (Spätbarock) ersetzen. Es erstreckte sich nun von der Garküche über die Frontseite zum Eiermarkt bis in die Jacobstraße hinein. Die Keller der drei vorherigen Häuser wurden als Fundamente genutzt. Das Erdgeschoss war in massiver Bauweise, die Etagen darüber als Fachwerkbau ausgeführt. Dabei sind neun Achsen (Gliederung einer Fassade durch senkrechte Fensteröffnungen) zum Eiermarkt ausgerichtet und jeweils drei Achsen in den angrenzenden Straßen. Das Gebäude hatte geschwungene Giebel, auf denen Vasen standen. Die drei Eingänge waren über Freitreppen zugänglich. Der mittlere Eingang war für die Bewohner des Hauses bestimmt, der linke führte zum Verkaufsraum und der rechte zum Laboratorium. Die metallenen Vasen ließ der Apotheker Georg Heinrich Hermann Baesecke (um 1840 – 13. Dezember 1925) entfernen, dem das Gebäude 1920 gehörte. Die von Anton August Beck angefertigte Skizze entspricht weitgehend der späteren Gestaltung, lediglich die vollständige Bossage der Seitenrisalite wurde nicht ausgeführt. Besitzer war seit 1926 der Apotheker Paul Baesecke. Nach der Bombardierung Braunschweigs im Zweiten Weltkrieg am 15. Oktober 1944 blieb das massive Erdgeschoss mit den steinernen Tür- und Fenstergewänden erhalten. Es wurde in einen Neubau mit drei Obergeschossen einbezogen.

## Ehemalige Inschriften

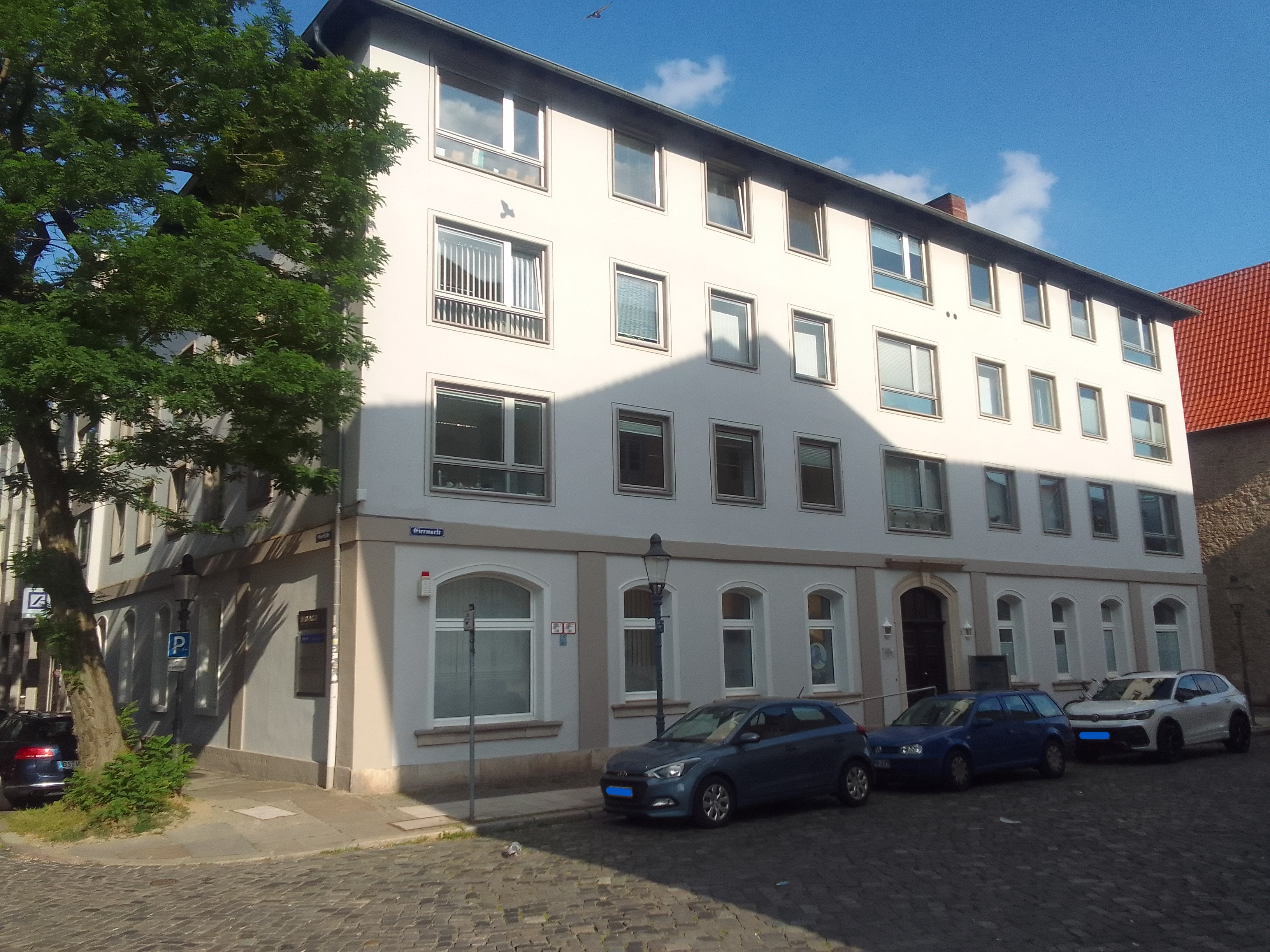
Ehemalige St.-Martini-Apotheke am Eiermarkt in Braunschweig (Zustand 2024)

- Eiermarkt: Anno Dni m cccc lxxviii in die urbani (Im Jahr des Herrn 1478 am Urbanstag [25. Mai]) Hausinschrift an der Vorderfront in den Zwickeln des Rundbogenportals zum Eiermarkt ausgerichtet. Das Haus wurde 1944 zerstört.[17] In den ehemaligen Kellergewölben war eine noch ältere Inschrift der Jahreszahl 1429 eingemeißelt (DI 35, Nr. 99†).
- Garküche: An dom / 1523 in Stein gehauen am Hintergebäude, am nördlichen Brandgiebel der Garküche.[18]
- Haus Eiermarkt/Jakobstraße: De edle Frieheit / over rodt Goldt geit (Die edle Freiheit steht höher als das rote Gold.[19]) Im Jahr 1573 verkaufte Arnd Barbke sein Haus an den Rat der Altstadt. An der Hofseite des Hauses ließ er einen Wappenstein mit dem Braunschweiger Löwen und der Jahreszahl 1573 anbringen. Es gab noch zwei weitere Jahreszahlen an diesem Gebäude, eine 1573 in einer Fensterlaibung und eine 1574 an der Front zur Jakobstraße. Das Gebäude wurde im Zweiten Weltkrieg zerstört.[20]